# Wilhelm Boller (Unternehmer)

Werbeanzeige Tapetenfabrik Boller, Braunschweigisches Adreß-Buch für das Jahr 1867

Franz Wilhelm Boller (* 9. Juli 1835 in Bonn; † 15. Mai 1921 in Braunschweig) war ein deutscher Tapetenfabrikant.

## Leben
Wilhelm Boller wurde 1835 als Sohn eines Tapetenfabrikanten in Bonn geboren. Er betrieb mit seinem Bruder Franz Joseph Boller einen Tapetenhandel in der Gördelingerstraße 1 in Braunschweig und eine 1866 von ihm gegründete Tapetenfabrik in der Frankfurter Straße, in der zu Beginn drei angelernte Arbeiter beschäftigt waren. Die positive Entwicklung der Firma Boller wurde begünstigt durch ein wachsendes Bedürfnis nach Tapeten, das durch die damals in Deutschland bestehenden Fabriken nicht gedeckt werden konnte. Infolge des Rückgangs der französischen Tapetenfabrikation nach Ende des Deutsch-Französischen Kriegs 1870/71 und der Umstellung vom Handdruck auf Maschinendruck verzehnfachte sich die Leistung der Boller’schen Tapetenfabrik von der Gründung bis zur Mitte der 1870er Jahre. Die Fabrik wurde 1874 aus Platzgründen in die Helenenstraße 6 verlegt. In diesem Jahr beschäftigte das Unternehmen bereits 100 Personen und lieferte 25.000 Stück Tapeten pro Woche. Im Jahr 1899 beschäftigte das Unternehmen noch rund 50 Angestellte und produzierte ca. eine Million Tapetenrollen pro Jahr. Für die Beschäftigten bestand seit 1874 eine besondere Fabrikkrankenkasse. Die Produkte wurden auch exportiert, z. B. nach Holland, Belgien, in die Schweiz, nach Südamerika und Sibirien.
Im Jahr 1889 schlossen sich die älteren und größten Tapetenfabriken in Deutschland im Verein deutscher Tapetenfabrikanten zusammen, deren erster Vorsitzender Boller wurde. Er war zeitweise stellvertretender Vorstandsvorsitzender des 1877 gegründeten Kunstgewerbe-Vereins in Braunschweig.
Die Tapetenfabrik übernahm sein Sohn Hugo Boller. Wilhelm Boller starb im Mai 1921 im Alter von 85 Jahren in Braunschweig.